# Schenkia crassicornis
Schenkia crassicornis là một loài tò vò trong họ Ichneumonidae.